# Wierigsdorf
Wierigsdorf ist ein Ortsteil der Stadt Luckau im brandenburgischen Landkreis Dahme-Spreewald.

## Lage
Wierigsdorf liegt in der Niederlausitz. Benachbarte Orte sind Gießmannsdorf im Norden, Schollen im Nordosten, Karche-Zaacko im Osten, die Stadt Luckau im Südosten und Süden sowie Zieckau im Nordwesten. Durch den Ort verläuft die Bundesstraße 96.

## Geschichte
Der Ort Wierigsdorf wurde erstmals am 12. Juli 1358 als Wyriksdorf urkundlich erwähnt.
Die Gemeinde Wierigsdorf gehörte ab dem 25. Juli 1952 zum neu gebildeten Kreis Luckau im Bezirk Cottbus. Am 14. April 1966 wurde Wierigsdorf in die Gemeinde Gießmannsdorf eingemeindet. Als Teil von Gießmannsdorf gehörte Wierigsdorf ab dem 25. Mai 1992 zum Amt Luckau. Im Zuge der Kreisreform in Brandenburg am 6. Dezember 1993 kam Wierigsdorf zum neuen Landkreis Dahme-Spreewald. Am 30. November 1997 wurde Wierigsdorf aus der Gemeinde Gießmannsdorf aus- und in die Stadt Luckau eingegliedert.

### Bevölkerungsentwicklung
| 1875 | 105 | 1890 | 93  | 1910 | 104 |
| 1925 | 98  | 1933 | 110 | 1939 | 105 |
| 1946 | 166 | 1950 | 161 | 1964 | 104 |